# Drymonia peltata
Drymonia peltata är en tvåhjärtbladig växtart som först beskrevs av Oliver, och fick sitt nu gällande namn av Harold Emery Moore. Drymonia peltata ingår i släktet Drymonia och familjen Gesneriaceae. Inga underarter finns listade i Catalogue of Life.

## Bildgalleri

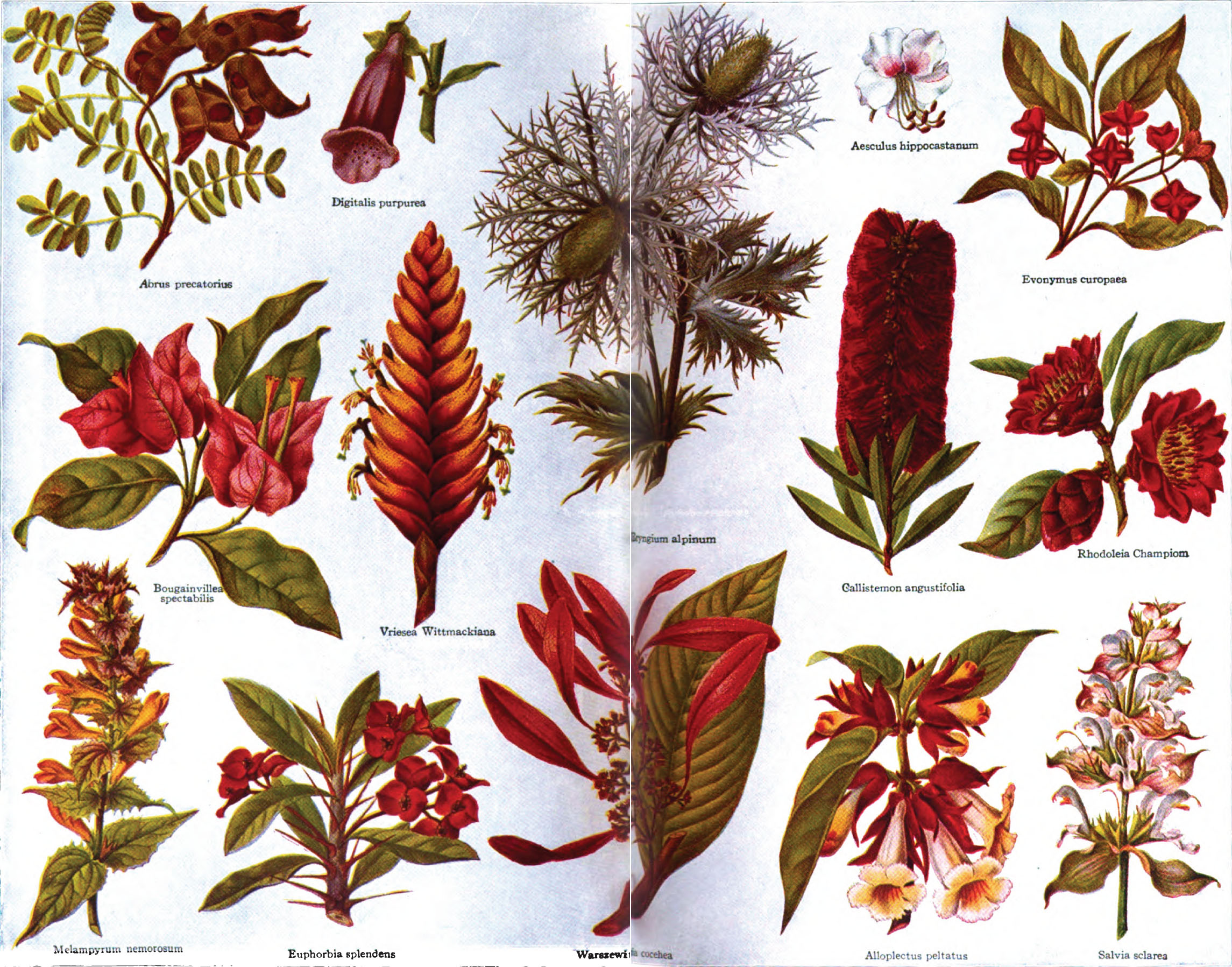